# Романдија
Назив Романдија (фр. Romandie, la Suisse romande, итал. Svizzera romanda) означава подручје Швајцарске у коме већина становника говори француски језик.
Романдија обухвата кантоне Женева, Во, Нешател и Јура, као и франкофоне делове двојезичних кантона Валеа, Фрајбурга и Берна.
Становници Романдије себе називају Suisses romands или Romands и сматрају се самосталним и културно јединственим. На тај начин они желе да се разликују с једне стране од осталог швајцарског становништва, а с друге стране од Француске.
Политичке везе између Suisses romands и Француске су незнатне, али су зато културни односи јаки: становништво прати француске медије, чита француску литературу итд., док се немачки део Швајцарске оријентише према Немачкој, а италијански део према Италији.
Економско средиште Романдије је Женева.